# Corethrella towadensis
Corethrella towadensis är en tvåvingeart som beskrevs av Toyohi Okada och Hiroshi Hara 1962. Corethrella towadensis ingår i släktet Corethrella och familjen Corethrellidae. Inga underarter finns listade i Catalogue of Life.